# Колвилл, Александр, 7-й лорд Колвилл из Калросса
Контр-адмирал Александр Колвилл, 7-й лорд Колвилл из Калросса (англ. Alexander Colville, 7th Lord Colville of Culross; 28 февраля 1717 — 21 мая 1770) — британский военно-морской офицер, коммодор и главнокомандующий флотом в Северной Америке с 1757 по 1762 год.

## Происхождение
Родился 28 февраля 1717 года в Данди (Шотландия). Старший сын Джона Колвилла, 6-го лорда Колвилла из Калросса (1690—1741), и Элизабет Джонстон (? — 1748).
20 апреля 1741 года после смерти своего отца Александр Колвилл унаследовал шотландский титул 7-го лорда Колвилла из Калросса.

## Военно-морская карьера
15-летний Александр Колвилл вступил в Королевский флот в качестве добровольца в 1732 году. В 1739 году он присутствовал при осаде Портобело в Панаме и Картахены в Колумбии во время Войны за Ухо Дженкинса. В 1740 году он получил под командование корабль HMS Leopard, на котором он захватил или уничтожил множество вражеских кораблей.
Александр Колвилл прибыл в Канаду летом 1757 года в звании капитана, командуя 70-пушечным HMS Northumberland, который входил в состав флота вице-адмирала Холберна, которому было приказано атаковать Луисбург. В ноябре 1757 года Александр Колвилл принял командование в Галифаксе в звании коммодора, как было указано Холберном. 19 марта 1758 года контр-адмирал сэр Чарльз Харди прибыл в Галифакс из Англии и принял командование эскадрой, получив от вице-адмирала Эдварда Боскауэна инструкции по блокаде Луисбурга. Колвилл вернулся в чин капитана и вновь принял командование Нортумберлендом, на котором он служил под началом Боскауэна при успешной осаде Луисбурга.
Он служил при осаде Квебека в составе большого флота контр-адмирала Филиппа Дарелла, который патрулировал залив Святого Лаврентия во время кампании. В октябре 1759 года Александр Колвилл был назначен вице-адмиралом Чарльзом Сондерсом на должность главнокомандующего в Северной Америке в звании коммодора.
Александр Колвилл оставался главнокомандующим всю зиму 1761/62 года. 25 июня 1761 года он принял участие в церемонии «Зарытия топора войны», которая проводилась в саду губернатора Джонатана Белчера на территории нынешнего Спринг-Гардена в Галифаксе, перед зданием суда. Церемония положила конец семидесятилетней войне между микмаками и британцами.
В августе 1762 года он отправился на помощь Сент-Джонсу в Ньюфаундленде. Осенью 1762 года он вернулся в Англию и в октябре 1762 года был произведен в контр-адмиралы Белого флота. В январе 1763 года он сменил контр-адмирала Филипа Дарелла на посту адмирала порта в Плимуте.
Менее чем через год Александр Колвилл был снова назначен на Североамериканскую станцию в июне 1763 года. Он прибыл на HMS Romney в Галифакс 13 октября. Он оставался там в течение следующих трех лет, таким образом установив рекорд для командования станцией. Мало что важное произошло за эти годы, и донесения адмирала сообщают, что его главными заботами были контрабанда и дезертирство.
Лорда Колвилла сменил вице-адмирал Синего флота Филипп Дарелл, но последний умер 26 августа 1766 года, всего через четыре дня после прибытия в Галифакс. Однако это печальное событие не задержало Александра Колвилла в его отъезде. Он отплыл в Англию 5 сентября, оставив капитану Джозефу Дину с корабля HMS Mermaid инструкции принять командование до прибытия нового главнокомандующего.

## Личная жизнь
1 октября 1768 года он женился на леди Элизабет Эрскин (? — 1794), вдове Уолтера Макфарлейна, дочери Александра Эрскина, 5-го графа Келли, и Джанет Питкэрн. Их брак был бездетным. Александр Колвилл скончался в Драмшью в Шотландии 21 мая 1770 года в возрасте 53 лет. Ему наследовал его младший брат, Джон Колвилл, 8-й лорд Колвилл из Калросса (1725—1811).